# Midtstuen
Die Wintersportanlage Midtstuen in Oslo, Norwegen besteht aus einer Normalschanze der Kategorie K 95 (Midtstubakken), einer mittleren Schanze der Kategorie K 60 (Midtstulia rekruttanlegg), sowie drei kleinen Skisprungschanzen der Kategorien K 10, K 20, K 40, die alle mit Matten belegt sind. Sie befindet sich auf dem Holmenkollen in der Nähe des Holmenkollbakken.

## Geschichte
Der Midtstubakken wurde 1955 errichtet. Während der Nordischen Skiweltmeisterschaften 1966 sprangen dort die Kombinierer. Vor der WM 1982 wurde die Schanze modernisiert. Für die Nordischen Skiweltmeisterschaften 2011 wurde sie erneut renoviert und auf einen Hillsize von 106 Metern vergrößert sowie mit Matten belegt. Im Juli 2011 wurden die Bauarbeiten für die vier Jugendmattenschanzen K 10, K 20, K 40 und K 60 begonnen. Die vier Schanzen sollten im Februar 2012 eingeweiht werden, tatsächlich wurden sie aber erst am 23. September 2012 offiziell eröffnet. Die Gesamtkosten beliefen sich auf 60 Mio. Kronen (8 Mio. Euro). Der ehemalige Wärmeraum „Diamant“ wurde oben auf dem Anlaufturm des alten – inzwischen abgerissenen – Holmenkollbakkens im April 2008 abgetragen und neben den neuen Jugendschanzen als Aufenthaltsraum wieder aufgebaut.

## Internationale Wettbewerbe
Genannt werden alle von der FIS organisierten Sprungwettbewerbe.
| Datum              | Kategorie         | Schanze | 1. Platz                                                                      | 2. Platz                                                            | 3. Platz                                                                  |
| ------------------ | ----------------- | ------- | ----------------------------------------------------------------------------- | ------------------------------------------------------------------- | ------------------------------------------------------------------------- |
| 23. Februar 1966   | Weltmeisterschaft | K70     | Bjørn Wirkola                                                                 | Dieter Neuendorf                                                    | Paavo Lukkariniemi                                                        |
| 21. Februar 1982   | Weltmeisterschaft | K90     | Armin Kogler                                                                  | Jari Puikkonen                                                      | Ole Bremseth                                                              |
| 18. September 2010 | Continental Cup   | HS106   | Daniela Iraschko                                                              | Coline Mattel                                                       | Jacqueline Seifriedsberger                                                |
| 18. September 2010 | Continental Cup   | HS106   | Rafał Śliż                                                                    | Thomas Diethart                                                     | Lukáš Hlava                                                               |
| 19. September 2010 | Continental Cup   | HS106   | Daniela Iraschko                                                              | Coline Mattel                                                       | Juliane Seyfarth                                                          |
| 19. September 2010 | Continental Cup   | HS106   | Bjørn Einar Romøren                                                           | Michael Hayböck                                                     | Jure Šinkovec                                                             |
| 25. Februar 2011   | Weltmeisterschaft | HS106   | Daniela Iraschko                                                              | Elena Runggaldier                                                   | Coline Mattel                                                             |
| 26. Februar 2011   | Weltmeisterschaft | HS106   | Thomas Morgenstern                                                            | Andreas Kofler                                                      | Adam Małysz                                                               |
| 26. Februar 2011   | Weltmeisterschaft | HS106   | ÖsterreichGregor Schlierenzauer Martin Koch Andreas Kofler Thomas Morgenstern | NorwegenAnders Jacobsen Bjørn Einar Romøren Anders Bardal Tom Hilde | DeutschlandMartin Schmitt Michael Neumayer Michael Uhrmann Severin Freund |
| 17. Februar 2012   | Continental Cup   | HS106   | Andreas Stjernen                                                              | Kenneth Gangnes                                                     | Danny Queck                                                               |
| 18. Februar 2012   | Continental Cup   | HS106   | Andreas Stjernen                                                              | Kenneth Gangnes                                                     | Michael Hayböck                                                           |
| 19. Februar 2012   | Continental Cup   | HS106   | Andreas Stjernen                                                              | Mitja Mežnar                                                        | Žiga Mandl                                                                |
| 9. März 2012       | Weltcup           | HS106   | Sarah Hendrickson                                                             | Sara Takanashi                                                      | Anette Sagen                                                              |
| 19. September 2015 | Continental Cup   | HS106   | Maren Lundby                                                                  | Line Jahr                                                           | Agnes Reisch                                                              |
| 19. September 2015 | Continental Cup   | HS106   | Halvor Egner Granerud                                                         | Jakub Janda                                                         | Andreas Stjernen                                                          |
| 20. September 2015 | Continental Cup   | HS106   | Line Jahr                                                                     | Maren Lundby                                                        | Zdeňka Pešatová                                                           |
| 20. September 2015 | Continental Cup   | HS106   | Daniel-André Tande                                                            | Fredrik Bjerkeengen                                                 | Maciej Kot                                                                |
| 15. September 2018 | Continental Cup   | HS106   | Katharina Althaus                                                             | Kaori Iwabuchi                                                      | Juliane Seyfarth                                                          |
| 15. September 2018 | Continental Cup   | HS106   | Philipp Aschenwald                                                            | Žak Mogel                                                           | Andreas Stjernen                                                          |
| 16. September 2018 | Continental Cup   | HS106   | Katharina Althaus                                                             | Kaori Iwabuchi                                                      | Ramona Straub                                                             |
| 16. September 2018 | Continental Cup   | HS106   | Philipp Aschenwald                                                            | David Siegel                                                        | Moritz Baer                                                               |